# كانغشينجونغا
كانغشينجونغا هو ثالث أعلى جبل في العالم بعد إفرست وكاي 2، فيبلغ ارتفاعه 8586 متراً (28169 قدماً). كانغشينجونغا هو أيضاً أطول جبال الهند، وهو ثاني أعلى قمة في النيبال. يعني اسم الجبل كانغشينجونغا «الكنوز الخمس الثلجية» وذلك لوجود خمس قمم، أربع منها تعلو لأكثر من 8450 متراً.
يقع الجبل في 27° 42' شمالاً، و 88° 08' شرقاً، في منطقة تابلجنغ بالنيبال، على حدود النيبال - سيكيم (ولاية هندية). وهو جزء من سلسلة الهملايا الجبلية. أول من صعد الجبل كانت حملة بريطانية في عام 1955. منطقة الجبل العظمى تغطي 2035 كم2 حول الجبال من الجانب النيبالي.